# Лохиновий пиріг

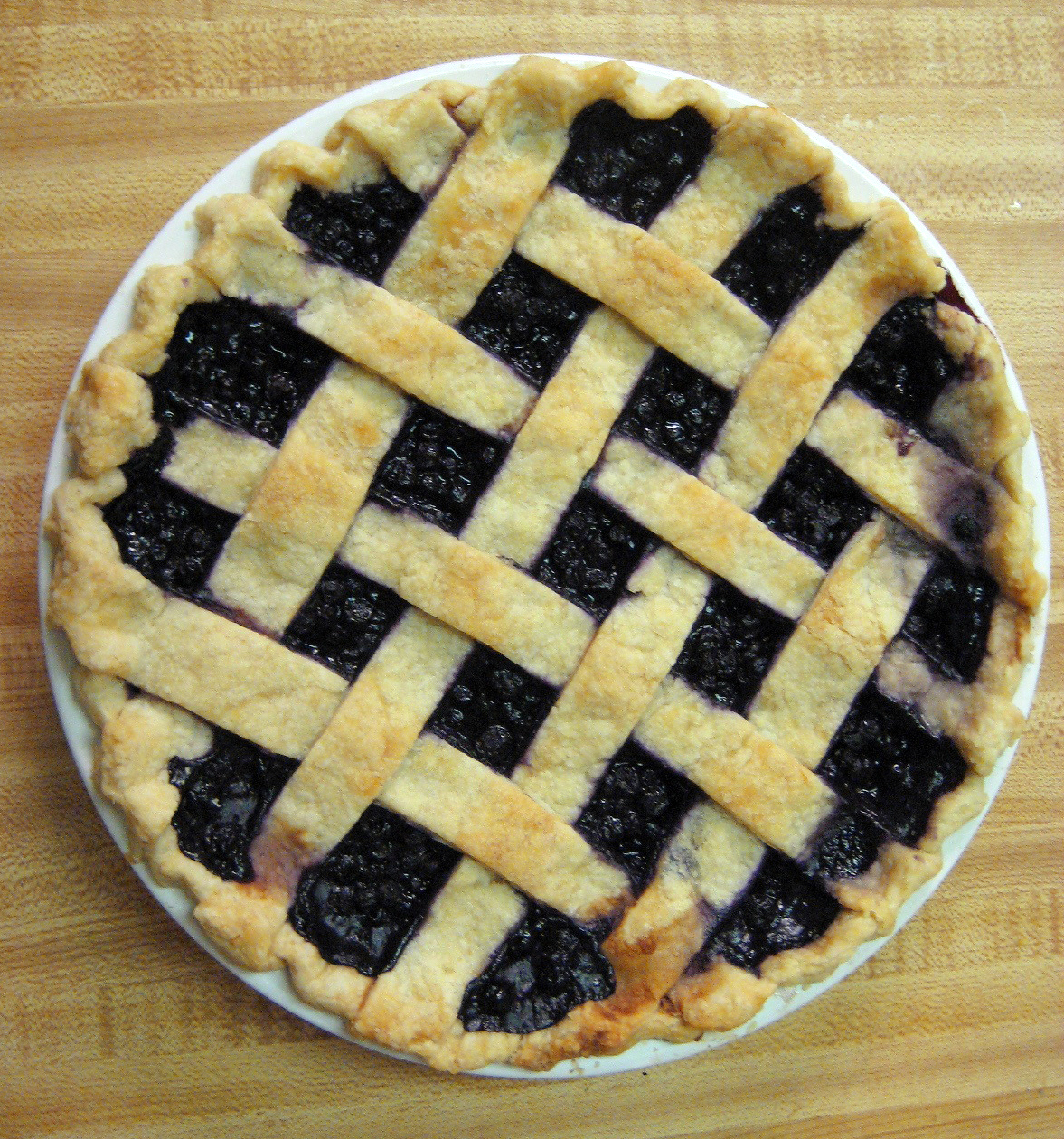
Критий лохиновий пиріг

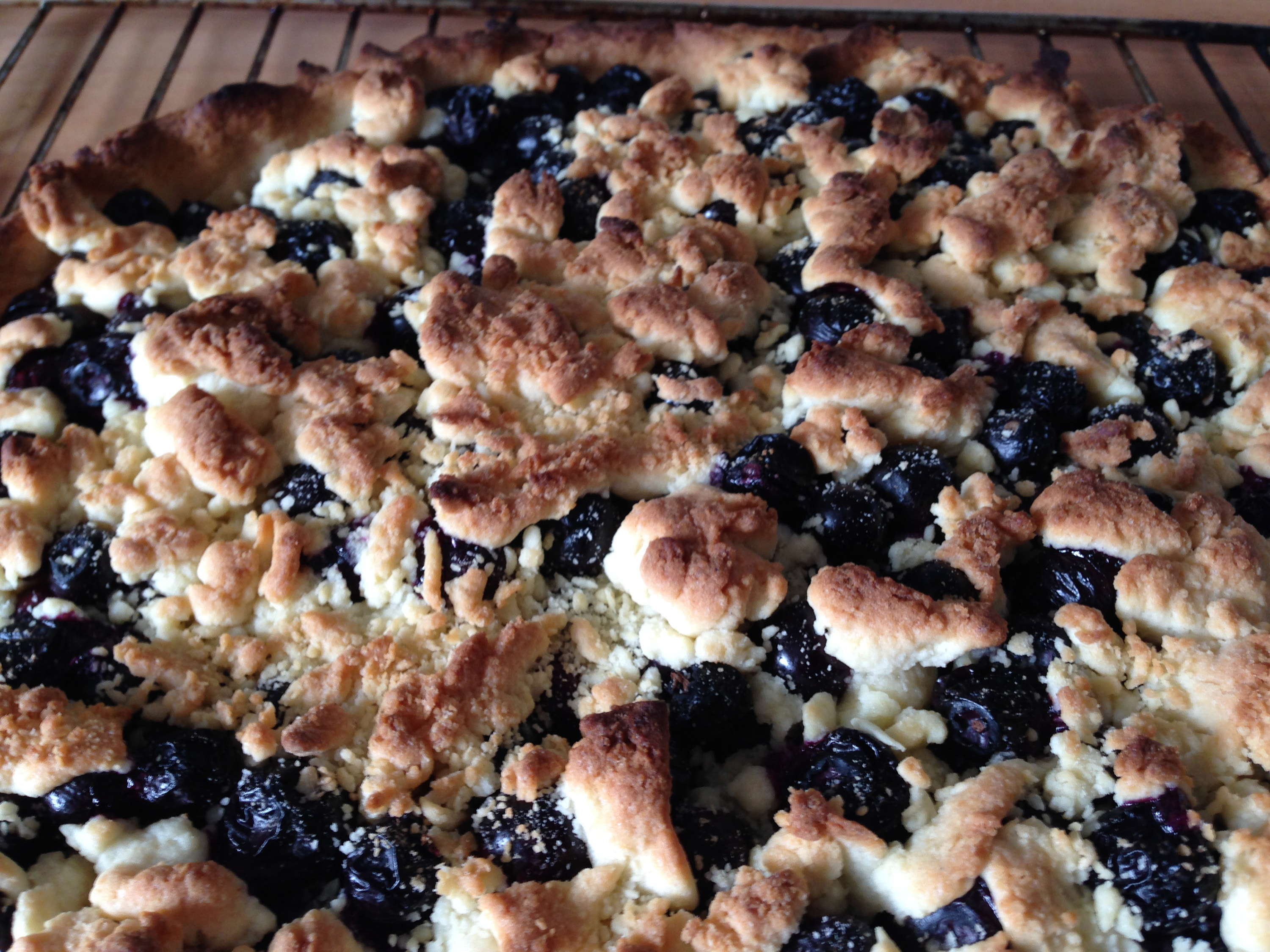
Лохиновий пиріг зі штрейзелем

Лохиновий пиріг — це пиріг, основним інгредієнтом якого є лохина.

## Варіанти
Звичайними є крихтові торти та варіанти з крихтою. До регіональних різновидів можна віднести, наприклад, саксонський лохиновий пиріг і швабський лохиновий пиріг. У Шпессарт лохиновий пиріг іноді подають із картопляним супом.
Рецепти задокументовані, зокрема, Йоганною Катаріною Моргенштерн-Шульце 1785 року та в «Практичній кулінарній книзі для звичайної та вишуканої кухні» Генрієти Давідіс в 1849 році.

## Додаткові відомості
Лохиновий пиріг штату Мен є «офіційним державним десертом». Енциклопедист Йоганн Георг Крюніц оцінив лохиновий пиріг наприкінці XVIII ст. в Економічній енциклопедії як страву для родини, тоді як він оцінював лохинові пироги як другорядну гостьову їжу, але яка була особливо засвоюваною.